# Promakhos
Promakhos è un film del 2014 diretto da Coerte e John Voorhees.

## Trama
Due avvocati ateniesi decidono di intraprendere una causa contro il British Museum. Obiettivo è ottenere la restituzione dei marmi del Partenone custoditi nel museo britannico alla Grecia.